# Rastro (animal)

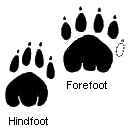
Huellas de dos animales.

El Rastro es un rastro o un conjunto de huellas por las cuales se puede seguir el progreso de alguien o algo. El rastro puede incluir huellas, olores o follaje roto. Rastro es útil para descubrir o inspeccionar qué tipos de animales viven en un área, o en el rastreo de animales.
La palabra se originó c. 1823, del cabo holandés spoor, del holandés medio spor, que es afín al inglés antiguo spor "footprint, track, trace" y al inglés moderno spurn (como en tobillo). Es afín también con espuela, la herramienta de metal en los talones de las botas de montar.
Por analogía, en política, "observar atentamente las huellas en los senderos" significa investigar lo que realmente sucede en una situación delicada.